# Ратманово (Курська область)
Ратманово (рос. Ратманово) — присілок в Желєзногорському районі Курської області Російської Федерації.
Населення становить 87 осіб. Входить до складу муніципального утворення Михайлівська сільрада.

## Історія
Населений пункт розташований на території українського етнічного та культурного краю Східна Слобожанщина.
Від 2004 року входить до складу муніципального утворення Михайлівська сільрада.

## Населення
| 1862 | 1905 | 1979 | 2002 | 2010 |
| ---- | ---- | ---- | ---- | ---- |
| 290  | ↗400 | ↘135 | ↘79  | ↗87  |